# جوزيف هنري سميث
جوزيف هنري سميث (بالإنجليزية: Joseph Henry Smith)‏ هو ضابط وسياسي غاني، ولد في 9 يناير 1945 في سيكوندي تاكورادي في غانا. حزبياً، نشط في المؤتمر الوطني الديمقراطي ‏.